# Thomas Schippers
Thomas Schippers (Kalamazoo, 9 de marzo de 1930 - Nueva York, 16 de diciembre de 1977) fue un director de orquesta, especialmente valorado en el repertorio lírico.

## Trayectoria
El tercer hijo de Agnes Nanninga y el empresario Peter Schippers, estudió en el Instituto Curtis y en la Juilliard School y composición en la Universidad de Yale con Paul Hindemith. Debutó a los 21 años en la New York City Opera y a los 23 en el Metropolitan Opera.
Estrenó la ópera El cónsul en 1950 y al año siguiente la versión televisada de Amahl y los visitantes nocturnos, ambas de Menotti.
En 1955 ganó el Premio Tony por The Saint of Bleecker Street y fue nominado como uno de los "Diez Jóvenes del Año".
Junto al compositor Gian Carlo Menotti fundó el Festival de los Dos Mundos en Spoleto, Italia y en 1966 inauguró el nuevo MET con Antony and Cleopatra de Samuel Barber, con quien mantuvo una estrecha relación.
Dirigió en La Scala a Maria Callas en Medea en 1961 y fue un habitual visitante del podio de la Orquesta Filarmónica de Nueva York y la Orquesta Sinfónica de Chicago, en Moscú en 1959 junto a Leonard Bernstein y en 1963 en el Festival de Bayreuth. En 1964 dirigió en el antiguo Metropolitan a Elisabeth Schwarzkopf y Lisa Della Casa en Der Rosenkavalier, esa temporada dirigió 36 representaciones de cuatro óperas en la sala.
En la década de 1970 fue director de la Orquesta de la Academia Nacional de Santa Cecilia en Roma y de la Orquesta Sinfónica de Cincinnati.
Falleció a los 47 años víctima de cáncer de pulmón.

## Vida privada
Schippers era homosexual pero se casó en 1965 con la heredera del polista Michael Phipps, Elaine Lane "Nonie" Phipps (1939–1973).
Schippers tuvo una larga relación con Gian Carlo Menotti y posteriormente con Leonard Bernstein

## Discografía Selecta
- 1963 - La Bohème - Mirella Freni, Nicolai Gedda, Mariella Adani, Mario Sereni - (EMI)
- 1963 - Carmen - Regina Resnik, Mario del Monaco, Joan Sutherland, Tom Krause - (DECCA)
- 1964 - Macbeth - Giuseppe Taddei, Birgit Nilsson, Bruno Prevedi, Giovanni Foiani - Orchestra dell'Accademia di Santa Cecila - (DECCA)
- 1964 - Il Trovatore - Franco Corelli, Gabriella Tucci, Giulietta Simionato, Robert Merrill - (EMI)
- 1964 - La forza del destino - Leontyne Price, Richard Tucker, Robert Merrill, Shirley Verrett, Giorgio Tozzi, Ezio Flagello (RCA)
- 1967 - Ernani - Leontyne Price, Carlo Bergonzi, Mario Sereni, Ezio Flagello - RCA Italiana Opera Chorus and Orchestra - (RCA)
- 1971 - Lucia di Lammermoor - Beverly Sills, Carlo Bergonzi, Piero Cappuccilli, Justino Díaz - RCA
- 1972 - El cónsul - Virginia Zeani
- 1974 - Le Siège de Corinthe [L'assedio di Corinto] - Beverly Sills, Shirley Verrett, Justino Diaz - EMI